# Glypta buolianae
Glypta buolianae är en stekelart som beskrevs av Dasch 1988. Glypta buolianae ingår i släktet Glypta och familjen brokparasitsteklar. Inga underarter finns listade i Catalogue of Life.